# 連邦環境・自然保護・原子力安全省
連邦環境・自然保護・原子力安全・消費者保護省（れんぽうかんきょう・しぜんほご・げんしりょくあんぜん・しょうひしゃほごしょう、ドイツ語: Bundesministerium für Umwelt, Naturschutz, nukleare Sicherheit und Verbraucherschutz、略称：BMUV）は、 ドイツ連邦共和国の連邦行政機関の1つ。本部はボンにあり、ベルリンに支所が置かれている。2022年現在の環境・自然保護・原子力安全・消費者保護大臣はシュテッフィ・レムケ。

## 組織
連邦環境・自然保護・原子力安全省は、８つの総局（Directorate-General：DG）によって構成されている。 
- Ｚ総局：中央機能、予算、研究
- Ｐ総局：企画、戦略、報道、連絡
- Ｇ総局：環境政策の戦略的・分野横断的側面、持続可能な開発、基本的な社会政策の問題、持続可能な開発のための部門別コーディネーター
- ＩＫ総局：国際・欧州政策、気候政策
- ＷＲ総局：水管理、資源保全
- Ｎ総局：自然保全、自然資源の持続的利用
- ＩＧ総局：アイミッション（Immission）管理、施設安全、輸送、化学安全、環境衛生
- Ｓ総局：原子力安全、放射線防護

## 歴代環境大臣
所属政党：       キリスト教民主同盟（CDU）       同盟90/緑の党（Greens）       ドイツ社会民主党（SPD）
| 氏名                                           | 氏名                               | 所属政党                           | 在任期間                           | 在任期間                           | （内閣）                           |
| 連邦環境・自然保護・原子力安全大臣             | 連邦環境・自然保護・原子力安全大臣 | 連邦環境・自然保護・原子力安全大臣 | 連邦環境・自然保護・原子力安全大臣 | 連邦環境・自然保護・原子力安全大臣 | 連邦環境・自然保護・原子力安全大臣 |
| ---------------------------------------------- | ---------------------------------- | ---------------------------------- | ---------------------------------- | ---------------------------------- | ---------------------------------- |
|                                                | ヴァルター・ヴァルマン             | CDU                                | 1986年6月6日                       | 1987年4月22日                      | 第2次コール内閣                    |
|                                                | クラウス・テプファー               | CDU                                | 1987年5月7日                       | 1994年11月17日                     | 第3次・第4次コール内閣             |
|                                                | アンゲラ・メルケル                 | CDU                                | 1994年11月17日                     | 1998年10月27日                     | 第5次コール内閣                    |
|                                                | ユルゲン・トリッティン             | Greens                             | 1998年10月27日                     | 2005年11月22日                     | 第1次・第2次シュレーダー内閣       |
|                                                | ジグマール・ガブリエル             | SPD                                | 2005年11月22日                     | 2009年10月28日                     | 第1次メルケル内閣                  |
|                                                | ノルベルト・レットゲン             | CDU                                | 2009年10月28日                     | 2012年5月22日                      | 第2次メルケル内閣                  |
|                                                | ペーター・アルトマイヤー           | CDU                                | 2012年5月22日                      | 2013年12月17日                     | 第2次メルケル内閣                  |
| 連邦環境・自然保護・住宅・原子力安全大臣       |                                    |                                    |                                    |                                    |                                    |
|                                                | バーバラ・ヘンドリックス           | SPD                                | 2013年12月17日                     | 2018年3月14日                      | 第3次メルケル内閣                  |
| 連邦環境・自然保護・原子力安全大臣             |                                    |                                    |                                    |                                    |                                    |
|                                                | スベ―ニャ・シュルツェ              | SPD                                | 2018年3月14日                      | 2021年12月8日                      | 第4次メルケル内閣                  |
| 連邦環境・自然保護・原子力安全・消費者保護大臣 |                                    |                                    |                                    |                                    |                                    |
|                                                | シュテッフィ・レムケ               | Greens                             | 2021年12月8日                      | 現職                               | ショルツ内閣                       |